# Most Beata Rhenana
Most Beata Rhenana (francouzsky Pont Beatus-Rhenanus, německy Beatus-Rhenanus Brücke) je most přes řeku Rýn mezi francouzským Štrasburkem a německým městem Kehl, určený pro chodce, cyklisty a tramvaje. Vede po něm jediné tramvajové spojení mezi dvěma zeměmi. Most je nazván podle alsaského humanisty Beata Rhenana (1485–1547).

## Projekt
Ukázalo se, že přestavba nedalekého silničního mostu tak, aby přes něj mohly jezdit tramvaje, by byla příliš nákladná, a tak bylo rozhodnuto o výstavbě nového mostu. Vítězný projekt mostu (návrh konsorcia Bouygues) vybrala společná francouzsko-německá komise dne 20. prosince 2012.
Stavba mostu začala v dubnu 2014. Dva mostové nosníky o délce 145 metrů byly vyrobeny v Belgii a sestaveny společností Victor Buyck Steel Construction. Z Belgie byly do Štrasburku dovezeny po Rýně a vyloženy na německém břehu. Slavnostní spojení obou částí mostu se uskutečnilo za přítomnosti starostů obou měst. V dubnu 2016 byly položeny první koleje. V září 2016 se most otevřel pro chodce a cyklisty, od dubna 2017 začal sloužit i pro tramvajovou dopravu. Jedna z pěti tramvajových linek ze Štrasburku nyní přes most obsluhuje nádraží v německém Kehlu.
Tramvajové spojení mezi městy bylo obnoveno po dlouhé přestávce, po starém silničním mostě byla v provozu tramvajová trať až do roku 1920.